# Клюково (Островський повіт)
Клюково (пол. Klukowo) — село в Польщі, у гміні Малкіня-Ґурна Островського повіту Мазовецького воєводства.
Населення — 188 осіб (2011).
У 1975-1998 роках село належало до Остроленцького воєводства.

## Демографія
Демографічна структура станом на 31 березня 2011 року:
|          | Загалом | Допрацездатний вік | Працездатний вік | Постпрацездатний вік |
| -------- | ------- | ------------------ | ---------------- | -------------------- |
| Чоловіки | 95      | 17                 | 68               | 10                   |
| Жінки    | 93      | 21                 | 48               | 24                   |
| Разом    | 188     | 38                 | 116              | 34                   |